# Palicourea vogelii
Palicourea vogelii är en måreväxtart som beskrevs av Julian Alfred Steyermark. Palicourea vogelii ingår i släktet Palicourea och familjen måreväxter.
Artens utbredningsområde är Colombia. Inga underarter finns listade i Catalogue of Life.